# Ulica Jagiellońska w Zakopanem
Ulica Jagiellońska – ulica położona w Zakopanem, w historycznej dzielnicy Chramcówki.

## Historia
Do XIX wieku tereny przez które biegnie ulica były polami należącymi do rodziny Chramców. Ulica została wytyczona w połowie XIX wieku jako trakt hutniczy. Biegł on od ul. Kasprowicza do ul. Witkiewicza. Wkrótce otrzymał on nazwę Chramcówki. W 1901 r. odcinek od ul. Kościuszki do ul. Witkiewicza wydzielono i nadano mu obowiązującą do dziś nazwę - Jagiellońska. Upamiętnia ona Uniwersytet Jagielloński - najstarszą polską uczelnię.

## Zabudowa
Większość budynków przy ul. Jagiellońskiej postawiona jest po zachodniej stronie drogi. Wśród nich występują zarówno zabytkowe chaty w stylu zakopiańskim jak i współczesne domy jednorodzinne.

### Ważne budynki
- Willa Stefa (nr 5)
- Willa Konstantynówka (nr 7),
- Hotel Warszawianka
- Willa Modrzejów